# Liste des conseillers généraux des Hautes-Alpes (2011-2015)
Pour un article plus général, voir Conseil général des Hautes-Alpes.

## Composition du conseil général desHautes-Alpes(30 sièges)
| Parti                             | Sigle | Sigle | Élus |
| --------------------------------- | ----- | ----- | ---- |
| Opposition (14 sièges)            |       |       |      |
| Parti socialiste                  |       | PS    | 6    |
| Divers gauche                     |       | DVG   | 4    |
| Parti radical de gauche           |       | PRG   | 3    |
| Divers droite                     |       | DVD   | 1    |
| Majorité (16 sièges)              |       |       |      |
| Union pour un mouvement populaire |       | UMP   | 8    |
| Divers droite                     |       | DVD   | 8    |
| Président du Conseil général      |       |       |      |
| Jean-Yves Dusserre (UMP)          |       |       |      |

## Liste des conseillers généraux desHautes-Alpes
| Canton                     | Circ. | Conseiller général    | Parti | Parti | Série |
| -------------------------- | ----- | --------------------- | ----- | ----- | ----- |
| Arrondissement de Briançon |       |                       |       |       |       |
| Aiguilles                  | 2     | Jean-Louis Poncet     |       | DVD   | 2011  |
| L'Argentière-la-Bessée     | 2     | Pierre Denis          |       | PRG   | 2011  |
| Briançon-Nord              | 2     | Gérard Fromm          |       | PS    | 2011  |
| Briançon-Sud               | 2     | Monique Estachy       |       | UMP   | 2008  |
| La Grave                   | 2     | Xavier Crêt           |       | DVD   | 2008  |
| Guillestre                 | 2     | Marcel Cannat         |       | DVD   | 2008  |
| Monêtier-les-Bains         | 2     | Alain Fardella        |       | PRG   | 2011  |
| Arrondissement de Gap      |       |                       |       |       |       |
| Aspres-sur-Buëch           | 1     | Jean-Luc Lombard      |       | DVD   | 2008  |
| Barcillonnette             | 1     | Rémi Costorier        |       | DVD   | 2008  |
| La Bâtie-Neuve             | 1     | Joël Bonnaffoux       |       | PS    | 2011  |
| Chorges                    | 2     | Bernard Allard-Latour |       | PRG   | 2011  |
| Embrun                     | 2     | Richard Siri          |       | DVD   | 2008  |
| Gap-Nord-Est               | 1     | Claude Feutrier       |       | PS    | 2008  |
| Gap-Campagne               | 1     | Roger Para            |       | UMP   | 2008  |
| Gap-Centre                 | 1     | Roger Didier          |       | DVD   | 2011  |
| Gap-Sud-Est                | 1     | Bernard Jaussaud      |       | PS    | 2011  |
| Gap-Sud-Ouest              | 1     | Christian Graglia     |       | PS    | 2008  |
| Gap-Nord-Ouest             | 1     | Guy Blanc             |       | DVG   | 2008  |
| Laragne-Montéglin          | 1     | Auguste Truphème      |       | DVG   | 2008  |
| Orcières                   | 2     | Patrick Ricou         |       | UMP   | 2008  |
| Orpierre                   | 1     | Julie Ravel           |       | DVG   | 2008  |
| Ribiers                    | 1     | Albert Moullet        |       | DVD   | 2008  |
| Rosans                     | 1     | Gérard Tenoux         |       | DVD   | 2011  |
| Saint-Bonnet-en-Champsaur  | 2     | Jean-Yves Dusserre    |       | UMP   | 2011  |
| Saint-Étienne-en-Dévoluy   | 1     | Jean-Marie Bernard    |       | UMP   | 2008  |
| Saint-Firmin               | 2     | Marc Zecconi          |       | DVG   | 2011  |
| Savines-le-Lac             | 2     | Victor Bérenguel      |       | UMP   | 2011  |
| Serres                     | 1     | Michel Roy            |       | UMP   | 2011  |
| Tallard                    | 1     | Jean-Michel Arnaud    |       | UMP   | 2011  |
| Veynes                     | 1     | Louis Massot          |       | PS    | 2011  |